# Hagnagora acothysta
Hagnagora acothysta es una especie de polilla de la familia de las geométridas. Ha sido encontrada en Brasil.
A diferencia de las especies relacionadas Hagnagora mortipax y Hagnagora jamaicensis, esta especie no muestra banda transversal blanca en el ala anterior, sino una reducida mancha que solamente alcanza la mitad del tamaño de la mancha de las mortipax observadas.